# Eduardo Lago
Eduardo Lago Martínez (* 15. Juli 1954 in Madrid) ist ein spanischer Schriftsteller, Übersetzer und Literaturkritiker.

## Werdegang
Lago besuchte die Oberstufe am privat geförderten Internat COPEM (Centro Oficial de Patronato de Enseñanza Media) in Ronda (Provinz Málaga), um beruflich in Richtung Literaturwissenschaft gehen zu können.
An der Universidad Autónoma de Madrid machte er einen Abschluss in Philosophie, später promovierte er in spanischer Literatur an der Graduate School and University Center der City University of New York. Seine Doktorarbeit trägt den Titel: Agudeza y arte de ingenio: un arte del concepto.
Seit 1987 lebt er in New York, zunächst in Brooklyn, später dann in Manhattan.
Seit 1994 ist er Professor für spanischsprachige Literatur am Sarah Lawrence College in New York City. Seine Forschungsschwerpunkte und sein besonderes Interesse liegen im Bereich der Übersetzungstheorie in den Beziehungen zwischen spanischer, lateinamerikanischer und hispanisch-US-amerikanischer Literatur, sowohl auf Englisch als auch auf Spanisch.
Seit 2011 unterrichtet er am Sarah Lawrence College in Yonkers wieder Spanisch, spanische Literatur und europäische Literatur, nachdem er 2005 den Posten des Direktors des Instituto Cervantes in New York angetreten hatte, wo er persönlich die Enciclopedia del Español en Estados Unidos vorantrieb. Dafür schrieb er den Essay Estados Unidos Hispanos, ein fakultatives Bekenntnis für das „Sprechen von spezifisch hispanoamerikanischer Kunst, Film, Theater, Musik und Literatur“.

## Literarisches Schaffen
Lago übersetzte Werke wichtiger US-amerikanischer Autoren wie David Foster Wallace, Henry James, Hamlin Garland, William Dean Howells, Charles Brocken Brown, John Barth, Sylvia Plath, Junot Díaz und Christopher Isherwood. Von New York City aus begann er die Zusammenarbeit mit Culturas, dem Kulturteil der Tageszeitung Diario 16 und, nach deren Einstellung, mit der Tageszeitung El País, insbesondere dessen Kulturbeilage Babelia. Des Weiteren schreibt er für Revista de Libros und andere Magazine. Er hat für verschiedene Medien wichtige internationale Autoren interviewt, zum Beispiel Paul Auster, Don Delillo, Bret Easton Ellis, Philip Roth, Czesław Miłosz oder Salman Rushdie.
Sein erstes Buch, Cuentos dispersos, eine Sammlung mit sechs Erzählungen, wurde im Jahr 2000 veröffentlicht. Im selben Jahr erschien sein Buch Cuaderno de México, eine Erinnerung an seine Reise nach Chiapas. 2001 erhielt er den Literaturkritikpreis Premio de Crítica Literaria Bartolomé March für El íncubo de lo imposible, eine vergleichende Analyse der Übersetzungen von James Joyce’ Ulysses in das Spanische (durch Francisco García Tortosa, José María Valverde und José Salas Subirat). Zeitgleich veröffentlichte er einen illustrierten Aufsatz über Malerei mit dem Titel Dark and yellow rooms. Im Jahr 2002 erhielt er den Bartolomé-March-Preis für herausragende literaturkritische Leistungen.
2006 wurde er für den Roman Brooklyn soll mein Name sein mit dem Nadal-Literaturpreis ausgezeichnet. Der Roman wurde zudem mit dem Literaturpreis Premio de la Crítica de narrativa castellana und dem Kulturpreis Premio Ciudad de Barcelona ausgezeichnet. Sein zweiter Roman Ladrón de mapas erschien 2008.
Im November 2014 veröffentlichte er seinen dritten Roman, Siempre supe que volvería a verte, Aurora Lee, beim neu gegründeten Malpaso-Verlag. Das Werk ist eine Exegese, die im Stil eines umfangreichen Leseberichts verfasst ist. Der Protagonist Hallux, von Beruf Ghostwriter, versucht die versteckte Handlung einer Sammlung von Zetteln, um genau zu sein 138, aufzudecken, die das Rohmaterial des Romans Das Modell für Laura des Autors Vladimir Nabokovov beinhalten, welchen dieser im Kopf hatte und mit ins Grab nahm (mit dem Befehl ihn nach seinem Tod zu zerstören). „…. Was wollte dieser Mann, Nabokov, tun? Wie kann dies, was er an unvollbrachten Dingen zurücklies, weitergeführt werden?“ Es handelt sich um einen Roman, der von einem Roman erzählt, der lediglich in Bruchstücken vorliegt und in Wahrheit gar nicht existiert. Siempre supe que volvería a verte, Aurora Lee wurde in zahlreiche Sprachen übersetzt.
Eduardo Lago war Mitglied des Finnegans-Ordens, der an jedem 16. Juni (Bloomsday) den Ulysses von James Joyce verehrt und dem Autoren wie Enrique Vila-Matas, Jordi Soler, Antonio Soler und der Verleger Malcolm Otero angehören.

## Bibliographie

### Erzählungen
- Cuentos dispersos, Turner Publicaciones, Madrid, 2000, ISBN 978-84-7506-496-3 (spanisch).
- Ladrón de mapas, Destino, Barcelona, 2008, ISBN 978-84-233-4082-8 (spanisch).

### Weiteres
- Cuaderno de Méjico, Sammlung "Las Tres Sorores", Prames, Zaragoza, 2000, ISBN 978-84-95116-32-1.
- Juan Uslé: Dark and Yellow Rooms, Fundação de Serralves, 2001, ISBN 972-739-086-2.
- Enciclopedia del español en los Estados Unidos, Madrid, Instituto Cervantes, Santillana, 2008, ISBN 978-84-934772-1-9; ISBN 978-84-88252-90-6.
- Walt Whitman ya no vive aquí: Ensayos sobre literatura norteamericana, Editorial Sexto Piso, 2018, ISBN 978-84-16677-87-0.

### Romane
- Llámame  Brooklyn. Destino, Barcelona 2006, ISBN 84-233-3814-2. (Deutsche Übersetzung: Brooklyn soll mein Name sein. Alfred Kröner Verlag, Stuttgart 2021, ISBN 978-3-520-62401-7)
- Siempre supe que volvería a verte, Aurora Lee. Malpaso, Barcelona 2013, ISBN 978-84-15996-00-2.